# Tangara émeraude
Genre
Espèce
Statut de conservation UICN

 LC 3.1 : Préoccupation mineure
Le Tangara émeraude (Chlorophanes spiza), également appelé Guit-guit émeraude, est une espèce de petits passereaux de la famille des Thraupidae. C'est la seule espèce du genre Chlorophanes.

## Répartition
Son aire s'étend de l'État d'Oaxaca (Mexique) au sud-est du Brésil.

## Habitat
C'est un habitant des forêts humides ou marécageuses des zones tropicales ou subtropicales du continent américain. Il vit à une altitude variant du niveau de la mer jusqu'à 1 600 mètres. On peut aussi le trouver dans des zones où la forêt a été dégradée par la présence humaine.

## Taxonomie
Le nom valide complet (avec auteur) de ce taxon est Chlorophanes spiza (Linnaeus, 1758).

## Sous-espèces
Selon la classification de référence du Congrès ornithologique international (14.2, 2024) il se répartit en sept sous-espèces :
- Chlorophanes spiza guatemalensis (Sclater, 1861) — du sud du Mexique au Honduras ;
- Chlorophanes spiza argutus (Bangs & Barbour, 1922) — de l'est du Honduras au nord-ouest de la Colombie ;
- Chlorophanes spiza exsul (Berlepsch & Taczanowski, 1884) — du sud-ouest de la Colombie à l'ouest de l'Équateur ;
- Chlorophanes spiza subtropicalis (Todd, 1924) — Colombie et Venezuela ;
- Chlorophanes spiza spiza (Linné, 1758) — Trinité, plateau des Guyanes et nord du Brésil ;
- Chlorophanes spiza caerulescens (Cassin, 1865) — Amazonie ;
- Chlorophanes spiza axillaris (Zimmer, 1929) — forêt atlantique.

## Statut et préservation

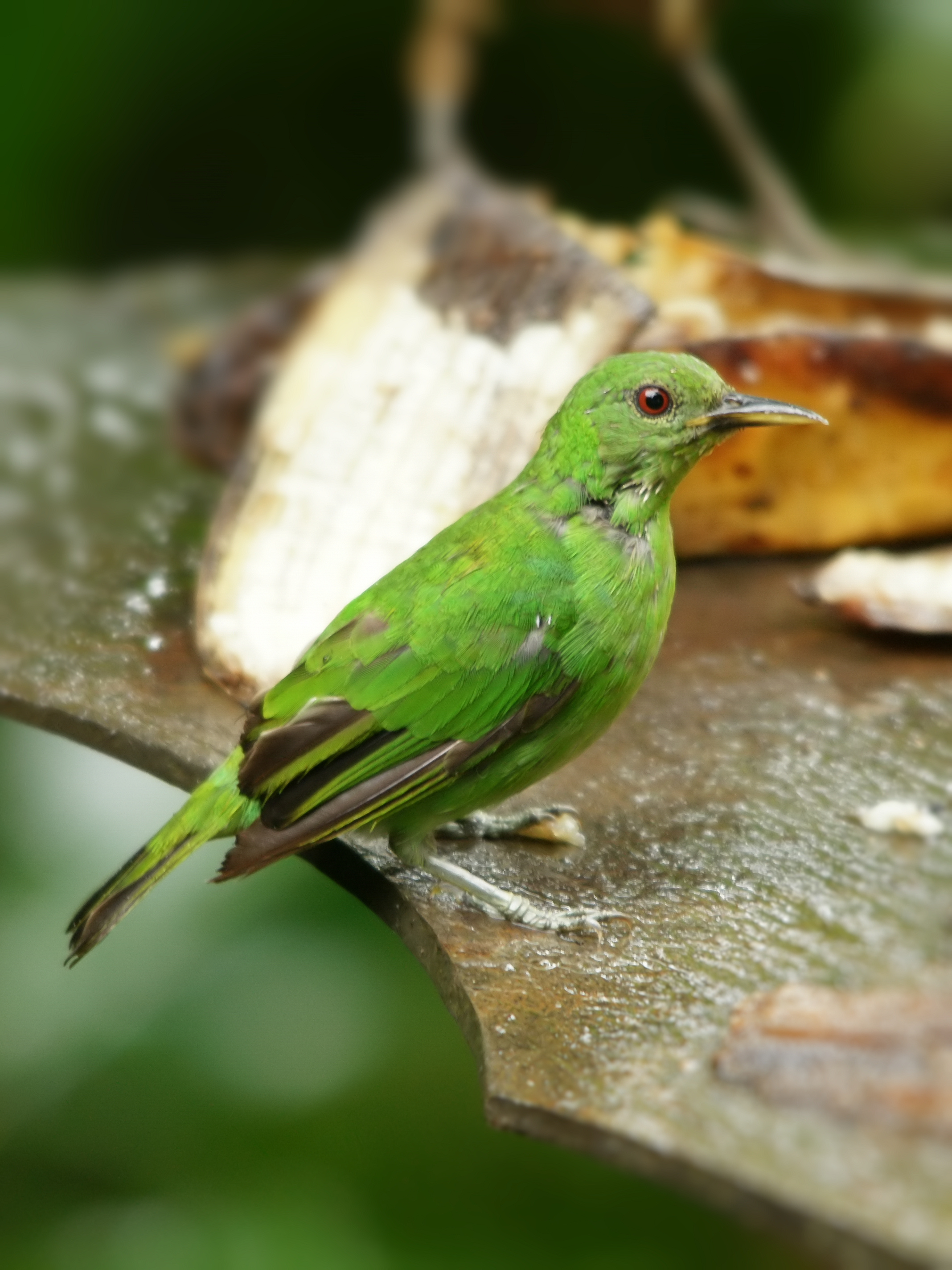
femelle

L'UICN estime que l'aire de répartition de cette espèce avoisine les 8 000 000 de km², et bien que la population mondiale n'ait pas été estimée, le tangara vert a été classé par cet organisme dans la catégorie LC (préoccupation mineure).

## Philatélie
Plusieurs États ont émis des timbres à l'effigie de cet oiseau : les Grenadines en 2007, Guyana en 1997, Palaos en 1999, Saint-Vincent-et-les-Grenadines en 1998, le Suriname en 1977, Trinité-et-Tobago en 1990, 1996 et 1997.

## Galerie

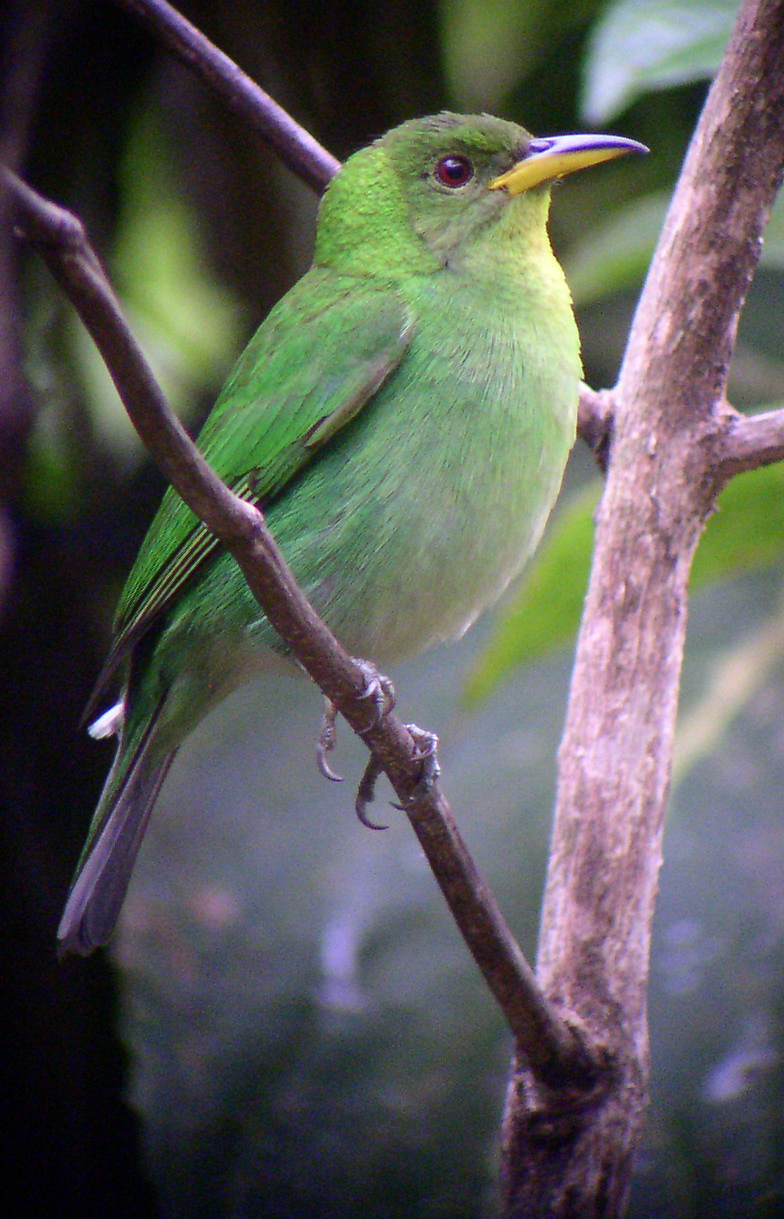
femelle
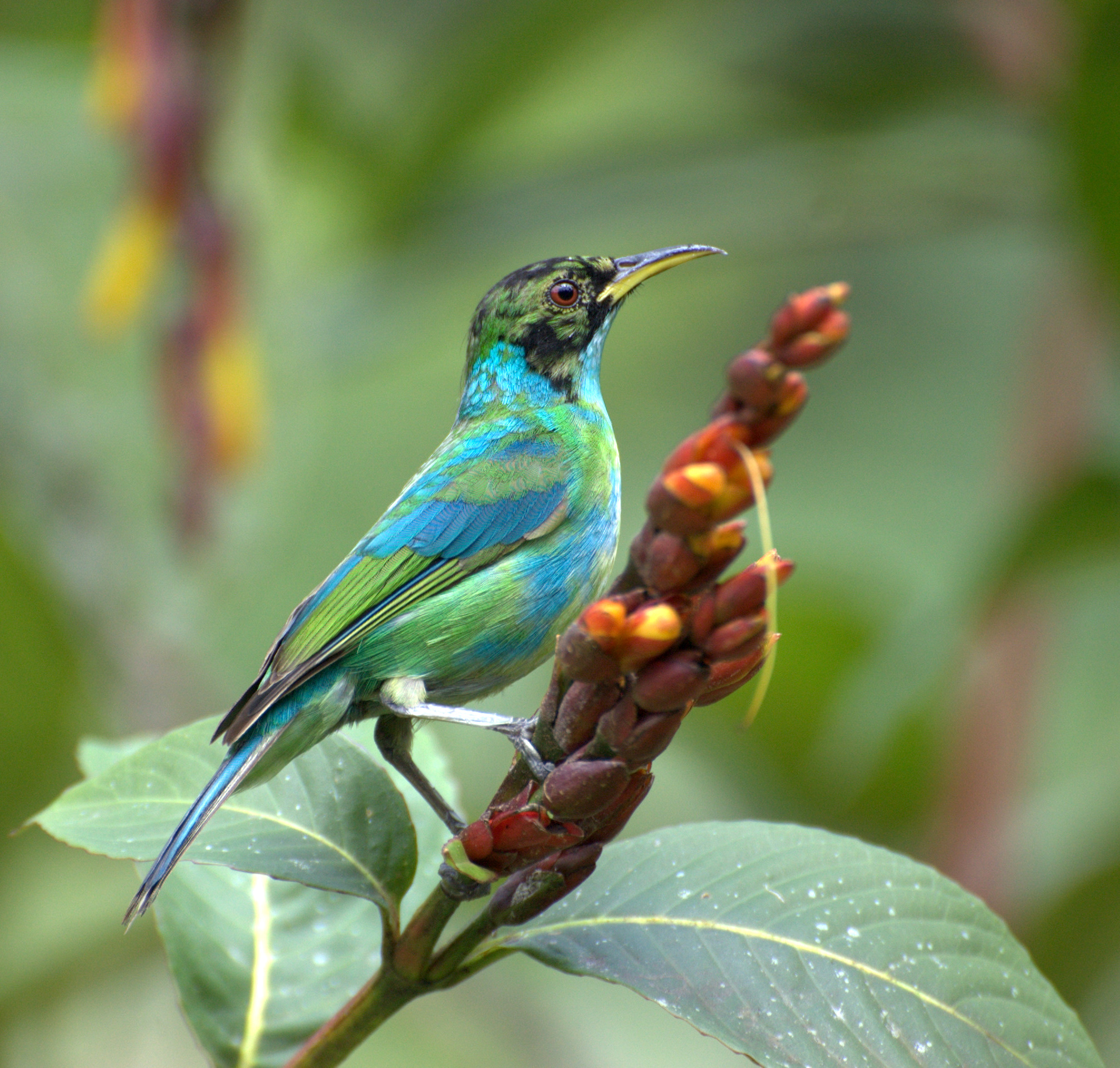
mâle juvénile